# فوزی بن خالدی
فوزی بن خالدی (انگلیسی: Fawzi Benkhalidi؛ زادهٔ ۳ فوریهٔ ۱۹۶۳) یک بازیکن فوتبال اهل الجزایر است.

## باشگاهی
از باشگاه‌هایی که در آن بازی کرده‌است می‌توان به باشگاه فوتبال اتحاد الجزایر اشاره کرد. 

## تیم ملی
وی عضو تیم ملی فوتبال الجزایر در جام جهانی فوتبال ۱۹۸۶ بوده است.